# Moord op de Canarische Eilanden

De ligging van Spanje in Zuid-Europa.

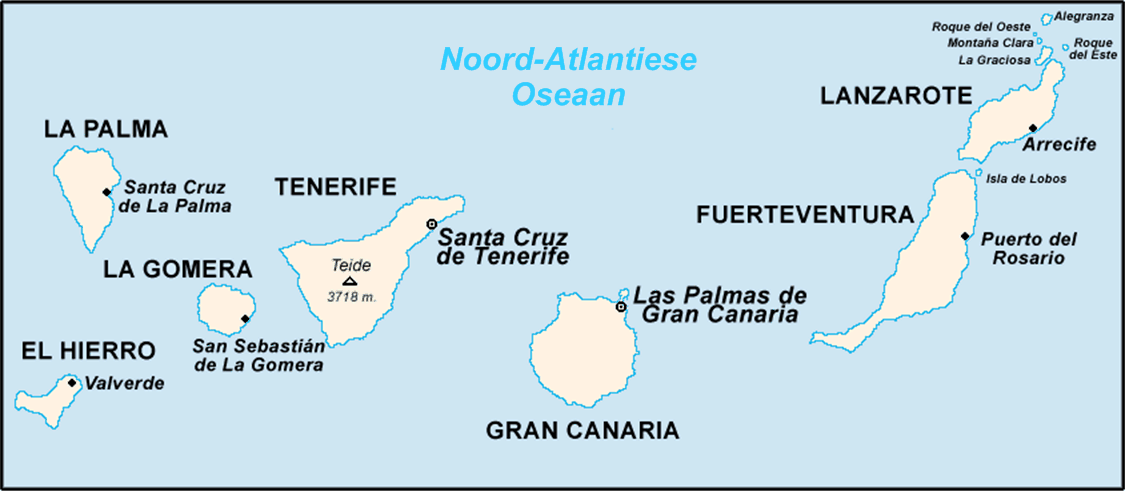
De Canarische Eilanden in de Atlantische Oceaan.

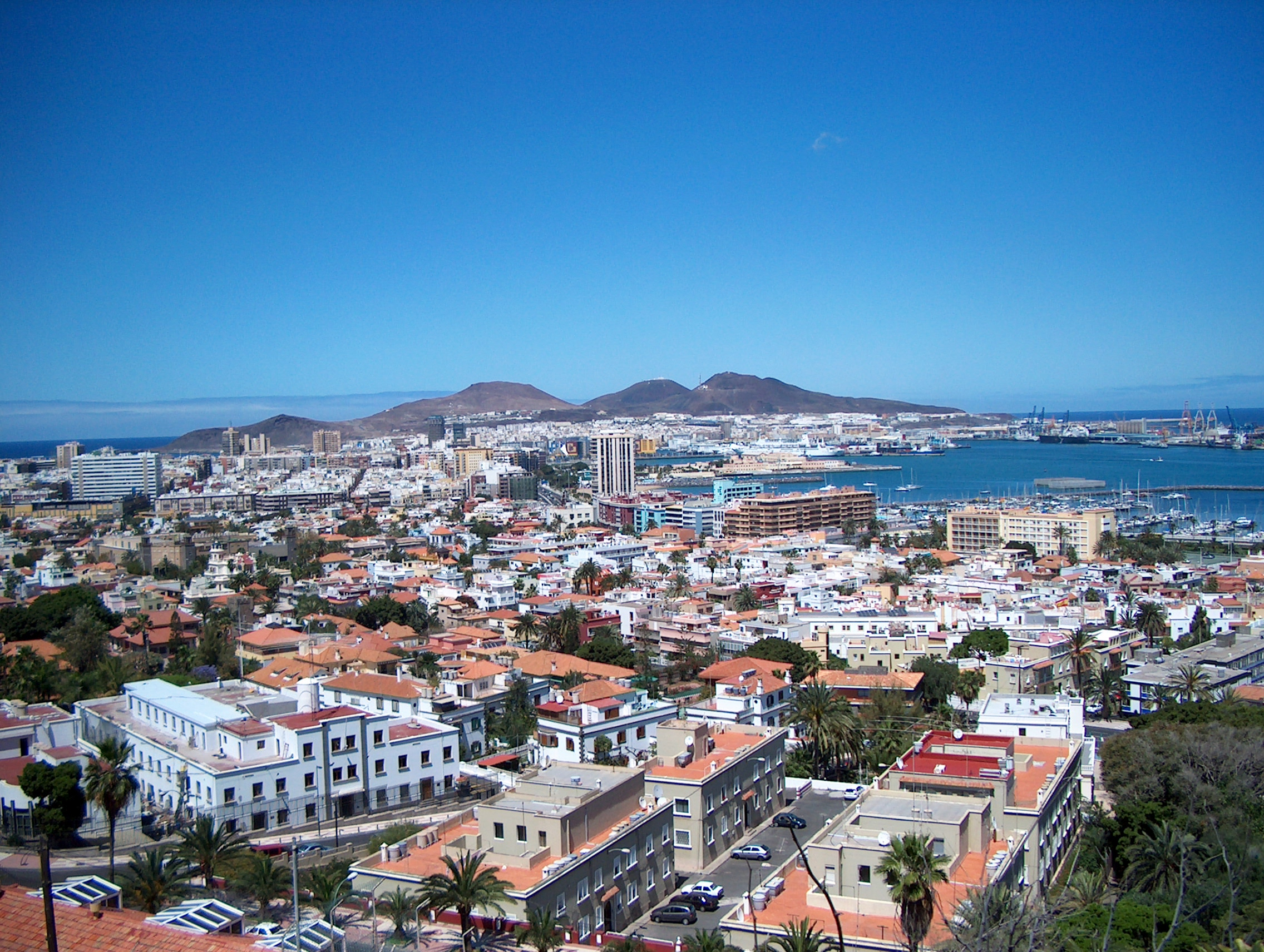
Las Palmas de Gran Canaria.

Moord op de Canarische Eilanden is een spionageroman van auteur Gérard de Villiers en het 106e deel uit de S.A.S.-reeks met als protagonist de Oostenrijkse prins en freelance CIA-agent Malko Linge.

## Het verhaal
Malko wordt naar de Canarische Eilanden gezonden om de dood van de Britse mediamagnaat Rupert Sheffield te onderzoeken. De CIA heeft twijfels omtrent de ware doodsoorzaak van de Joods-Britse multimiljonair.
Malko ontdekt dat het media-imperium van Rupert Sheffield op het punt staat failliet te gaan en dat het gebukt gaat onder een enorme schuldenlast, dat hij nauwe banden onderhield met de Israëlische Mossad en via zijn vele ondernemingen de Mossad-operaties voorfinancierde, door gelden tijdelijk ter beschikking te stellen aan de Mossad, die het vervolgens terugbetaalde.
Van een lokale stringer komt Malko te weten dat er enkele Israëliërs op het eiland zijn en later een Kidon-team van de Mossad blijkt te zijn.

## Personages
- Malko Linge, een Oostenrijkse prins en CIA-agent;
- Rupert Sheffield, een Joods-Britse mediamagnaat.

## Waargebeurde feiten
Het fictieve verhaal is gebaseerd op de onder mysterieuze omstandigheden omgekomen Britse mediamagnaat Robert Maxwell. Op 5 november 1991 kwam Maxwell om het leven tijdens een verblijf op zijn jacht Lady Ghislaine dat nabij de Canarische Eilanden voer en zou naar verluidt op volle zee over boord geslagen zijn.
Als officiële doodsoorzaak is verdrinking vastgesteld hoewel geruchten de ronde doen dat Maxwell mogelijk zelfmoord heeft gepleegd of zelfs mogelijk vermoord is.
Vlak voor Maxwells dood werd de Britse pers benaderd door een oud-medewerker van de Israëlische geheime dienst Mossad met de bewering dat Maxwell zeer nauwe banden onderhield met de Mossad.
Maxwell werd uiteindelijk begraven in Israël waar hij een staatsbegrafenis kreeg.